# Chantepérier
Chantepérier község Franciaország Auvergne-Rhône-Alpes régiójában, Isère  megyében. Új községként 2019. január 1-jén jött létre Chantelouve és Le Périer község egyesítésével. A korábbi községek egyesülésekor az új község lélekszáma 220 fő lett. Lakosainak száma 211 fő (2022. január 1.).

## Népesség
| Lakosok száma | 203  | 199  | 195  | 200  | 206  | 211  |
|               | 2017 | 2018 | 2019 | 2020 | 2021 | 2022 |